# Права на специјална помагала за читање и писање
Права на специјална помагала за читање и писање остварују осигураници, односно слепа лица корисници пензије и слепа деца у Републици Србији, на основу Закона о пензијском и инвалидском осигурању и Правилника о начину остваривања права на специјална помагала за читање и писање која се обезбеђују из средстава Републичког фонда за пензијско и инвалидско осигурање.

## Врсте помагала
Лицима која имају ово право према Правилнику обезбеђују се следећа помагала:
Брајева писаћа машина — коју добија слепо лице које је обучено Брајевим писмом у школама за слепе или на посебним наставама за описмењавање слепих лица и слепа деца која се налазе на школовању до навршених 26 година живота.
Репродуктор  —  добија слепо лице које је члан библиотеке за слепе, а слепа деца ако се налазе на школовању до навршених 26 година живота.
- Говорни софтвер за српски језик — добија слепо дете, ученик – почев од петог разреда основне школе, студент и запослени, коме поседовање софтвера може помоћи у вези са конкретним радним ангажовањем.

Дејзи плејер — добија слепо осигурано лице члан библиотеке или слепо дете које се налази на школовању до навршених 26 година живота.